# Sally Clark
Sally Clark, född den 11 april 1958 i Palmerston North, Nya Zeeland, är en nyzeeländsk ryttare.
Hon tog OS-silver i individuell fälttävlan i samband med de olympiska ridsporttävlingarna 1996 i Atlanta.